# Тинмът
Тинмът (на английски: Teignmouth, /ˈtɪnməθ/) е град в графство Девън, югозападна Англия. Населението му е около 14 800 души (2011).
Разположен е приблизително на морското равнище на брега на протока Ла Манш, от северната страна на устието на река Тин и на 19 километра южно от Ексетър. Селището се споменава за първи път през 1044 година, а през 1690 година е сцена на последното нашествие на чужди войски в Англия – малка френска част, дебаркирала край града по време на Деветгодишната война. Днес градът е популярен морски курорт.

## Известни личности
Починали в Тинмът
- Питър Пол Маршал (1830 – 1900), шотландски художник